# Gammel Strand
Gammel Strand er en gade og plads i Indre By i København. Den ligger langs Slotsholmskanalen startende som gade ved Højbro Plads og mundende ud som en plads ved Nybrogade/Naboløs. Pladsen ligger ved siden af Kulturministeriet og er efter sigende en af de mest solrige pladser i byen.
Hvor gaden ligger i dag, lå i middelalderen kystlinjen, hvor skovserkonerne (fiskerkoner fra Skovshoved) senere havde torvehandel med fisk. I første halvdel af 1900-tallet blev de og folkelivet omkring dem på Gammel Strand gengivet på en række malerier af Paul Fischer og især Søren Christian Bjulf. Den sidste fiskerkone lukkede forretningen i 2008 efter at have været den eneste de sidste 25 år. Tilbage i 1940 var granitstatuen Fiskerkone (en) udført af Charles Svejstrup Madsen blevet opsat i gaden til minde om fiskekonerne. Statuen blev sat i depot i 2011, da en stor del af både gaden og kanalen blev optaget af byggeriet af Gammel Strand Station på  metro-linjen Cityringen. I 2015-2016 blev den i stedet opsat ved Sydhavn Station. Den vendte tilbage til Gammel Strand i 2019, hvor metrostationen også åbnede.
I nyere tid har havnerundfarten Canal Tours haft afgang fra Gammel Strand, men de flyttede til Ved Stranden på grund af metrobyggeriet.
- Assistenshuset, der huser Kulturministeriet
- Statuen "Fiskerkone"